# جبهة الإنقاذ الأوغندية
جبهة الإنقاذ الأوغندية أو جيش إنقاذ أوغندا كانت منظمة إرهابية تعمل في شرق أوغندا.

## أنشطة
- في عام 1998، هاجمت سجن تورورو واختطفت العديد من السجناء. [1]
- في عام 1999، أعلن ديفيد نيكوراتش ماتسانغا، أحد كبار المسؤولين في جيش الرب للمقاومة، استقالته. صرح ماتسانغا أن جيش الرب للمقاومة أصبح أداة للحكومة السودانية، وأنه سيواصل القتال لإزالة الرئيس الأوغندي يوري موسيفيني مع مجموعته المتمردة: جبهة الإنقاذ. [2]